# Macrocera jonica
Macrocera jonica är en tvåvingeart som beskrevs av Martinovsky 2001. Macrocera jonica ingår i släktet Macrocera och familjen platthornsmyggor.
Artens utbredningsområde är Grekland. Inga underarter finns listade i Catalogue of Life.